# Joseph Nelis
Joseph Nelis (ur. 1 kwietnia 1917 w Tutbury  – zm. 12 kwietnia 1994) – belgijski piłkarz grający na pozycji napastnika. W swojej karierze rozegrał 2 mecze w reprezentacji Belgii i strzelił 2 gole.

## Kariera klubowa
Swoją karierę piłkarską Nelis rozpoczął w klubie Berchem Sport. Zadebiutował w nim w 1934 roku. W 1939 roku odszedł do Unionu Saint-Gilloise. Następnie grał w UR Namur (1943-1944) i Ixelles SC (1945-1951).

## Kariera reprezentacyjna
W reprezentacji Belgii Nelis zadebiutował 17 marca 1940 roku w wygranym 7:1 towarzyskim meczu z Holandią, rozegranym w Antwerpii, w którym zdobył gola. Wcześniej, w 1938 roku, został powołany do kadry na mistrzostwa świata we Francji. Na nich był rezerwowym. W kadrze narodowej wystąpił 2 razy i strzelił 2 gole.